# Гіперболоїд Грінделла Метьюза

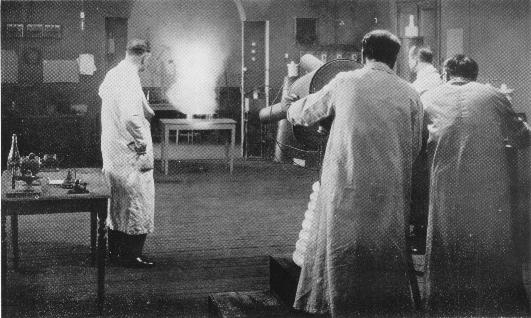
«Death Ray»
Harry Grindell Matthews

Гіперболоїд Грінделла Меттьюза — гіпотетична променева зброя, яка може на відстані зупиняти мотори літаків і дирижаблів, автомобілів і танків, вражати ціль на відстані за допомогою спрямованого випромінювання, так званий «промінь смерті». Автором цього винаходу є англійський фізик, винахідник Гаррі Грінделл Метьюз.

## Історія створення
Ідея створення такої машини існувала ще задовго до того як це зробив Метьюз. Перші спроби по створенню «променя смерті» були зроблені Ніколою Теслою на початку 1890 року, коли він створив кнопкову лампу. Це питання широко обговорювалося під час та після Першої світової війни.

Проте «промені смерті» так і не були застосовані. Потрібного результату у 1923 році зміг досягнути Гаррі Грінделл Метьюз. Метьюз стверджував, що він винайшов електричний промінь, який виводив з ладу двигуни. Під час демонстрації для деяких обраних журналістів він зупинив двигун мотоцикла з відстані. Він також стверджував, що з достатньою силою він міг би збивати літаки, запалювати порох, зупиняти кораблі і знешкоджувати піхоту на відстані чотирьох миль. Газети опублікувати сенсаційні заяви винахідника і цим винаходом зацікавилася влада країни.

Свою установку Метьюз представив міністерству оборони у 1924 році. На демонстрацію запросили також представників преси. Один із них писав: «У залі розташувався апарат, підключений до електромережі. За декілька метрів від нього стояла вазочка із жменею пороху. Винахідник крутив якісь важелі, лунало гудіння, потім з апарата вирвався „блакитний промінь“, схожий на спалах блискавки, і порох негайно загорівся… В інших дослідах Метьюз спрямовував свій промінь на невеликий мотор, і той зупинився». Сучасники винахідника вважали, що цей винахід зробить переворот у військовій справі, що зробить війну більш гуманною, що будь-яку армію світу можна просто розброїти. Метьюз надіявся, що його пристрій застосують для оборони Лондона, для створення так званного проекту «променевого загородження»(розташувати ці пристрої навколо Лондона). Проте попередні розрахунки, що для створення пристрою необхідно що найменше три мільйони фунтів. Тому у військових швидко зник інтерес до пристрою Грінделла.

## Принцип роботи
В основі роботи пристрою є сильне джерело ультрафіолетового випромінювання, закрите прозорим, але непроникним для звичайних світлових променів фільтром. Ультрафіолетові промені іонізують повітря, тобто роблять його здатним проводити електричний струм. Саме це й відігравало найважливішу роль у роботі пристрою Метьюза. Стовп повітря, що проводить струм, відігравав роль провідника, яким можна подавати електрику в потрібне місце. Тобто Метьюз винайшов спосіб, як передавати електричний струм повітрям на далекі відстані і знайшов застосування цього явища у військовій справі. Напругою в кілька тисяч вольтів він пробивав метрові шари іонізованого повітря, створюючи в них іскри. Що й виводило з ладу електромотори, двигуни внутрішнього згоряння та запалювало порох. Потрібний результат можна отримати й за допомогою простого електричного розряду, але для іонізація кожного метра повітря потрібен мільйон вольтів. Метьюз зміг зменшити цю величину до технічно принятної величини. Крім того місце удару іскрового розряду — значною мірою загадка. А за допомогою цього винаходу можна спрямувати його точно. Таким чином, завдання щодо передачі електроенергії повітрям він вирішив. Лише відсутність джерела ультрафіолетового випромінювання потрібної потужності обмежела відстань дії апарату і відповідно застосування у військових цілях.

## Вплив на живі організми
В основі цього винаходу є ультрафіолетове випромінювання (УВ-випромінювання). В загальному на людину та тварин, малі дози УФ-випромінювання впливають благотворно — сприяють утворенню вітамінів групи D, покращують імунобіологічні властивості організму. Проте великі дози УФ-випромінювання можуть викликати пошкодження очей й опік шкіри. Часті і надмірні дози, в деяких випадках, можуть зумовлювати канцерогенну дію на шкіру. До того ж на організм також діє електричний струм. Розробляючи свій пристрій, Метьюз проводив експерименти на тваринах. Під час одного з таких експериментів був навіть убитий кролик. Тому можна зробити висновок, що цей пристрій згубно діє на живі організми. Це також погано вплинуло і на здоров'я самого винахідника і його помічників. Тому у липні 1924 року Грінделл Меттьюз відправився в США лікувати очі.(більше про вплив ультрафіолетового випромінювання тут).

## Подальша доля винаходу
Згодом, після презентації винаходу Метьюза, німецькі інженери О. Капельмайєр і А. В. Хеннінгер запропонували свій, удосконалений варіант променевої зброї. Він полягає в сполученні іонізуючого промення з дуже короткими радіохвилями. Якщо, наприклад, літак портапляє на перетин двох іонізуючих променів, то вони утворюють електричне коло через корпус літака. Це явно не піде на користь літаку.

Цікавим є проект М. І. Смирнова зі створення променевої зброї. Випромінювання ультракоротких хвиль мало б глушити мотори літаків. Випромінювання повинне було створювати резонансні струми в системі запалюваняя й виводити літаки з бензиновими моторами з ладу.

У 1960 році американський учений Мейман побудував перший оптичний квантовий генератор, що за своїми властивостями нагадував «промені смерті». Фізичне явище, на якому ґрунтувався принцип роботи генератора, називається «light ampflication by stimulated emission of radiation» звідки цей пристрій називається лазером.
| інші варіанти "Променів смерті"             | рік розробки | Винахідники                     | опис |
| ------------------------------------------- | ------------ | ------------------------------- | --- |
| Удосконалений варіант променів Метьюза      | 1925р.       | О.Каппельмайєр, А. В. Хеннінгер | Полягає у сполучені іонізуючого променя з короткими радіохвилями |
| Електромагнітна установка для лову снарядів | 30рр. 20ст.  | І.К.Баранов                     | Суть винаходу полягала в тому , щоб навколо артилерійської батереї розмістити кілька магнітів, що відхиляли б у бік ворожі снаряди                                                    |
| Перший оптичний квантовий генератор         | 1960р.       | Мейман                          | Це так званий "Лазер". За своїми властивостями нагадував апарати "променів смерті". Робота пристрою ґрунтується га принципі "Light Amplification by Stimulated Emission of Radiation" |
| Проект Смирнова                             | -            | М.І.Смирнова                    | Автор пропонував такий механізм впливу: випромінювання повинне було створювати резонансні струми в системі запалювання й виводити літаки з бензиновими моторами з ладу.               |